# Extrémní metal
Extrémní metal (anglicky extreme metal) označuje volně definovanou skupinu různých metalových podžánrů, které se začaly objevovat v 80. letech. Extrémní metal jako samostatný hudební styl neexistuje, pod tento název patří veškeré hudební počiny, které vybočují od zavedených stylů a pravidel v metalu; podobně jako u alternativního metalu se do něj dá zařadit to, co se už jinam zařadit nedá. I když termín neodkazuje na žádný specifický styl nebo „sound“ jako takový, je běžně spojován se styly jako death metal, black metal, thrash metal a doom metal.

## Hlavní žánry
- Heavy metal
- Hardcore punk

## Podžánry
- Brutal death metal
- Drone doom[1]
- Funeral doom[1]
- Melodic black metal
- Melodic death metal
- Progressive death metal
- Symphonic black metal
- Technical death metal
- Viking metal